# Пам'ятник Данилу і Васильку Романовичам
Пам'ятник Данилу і Васильку Романовичам — пам'ятник у Володимирі на честь Данила і Василька Романовичів. Унікальний, єдиний в Україні, входить до числа шести скульптур княжого циклу авторства Теодозії Бриж, встановлених у Володимирі.
Встановлений до 1000-ліття міста у 1988 р. Розташований у скверику між вулицями Устилузька, Князя Василька, Данила Галицького та Героїв Небесної Сотні.
Данило й Василько зображені у отрочому віці. Сини великого князя Романа Мстиславича з обох боків тримають сідло батька з бойовими обладунками. У цій скульптурі закладена глибока думка: сідло — це прообраз їхньої майбутньої місії, яку поклав на них батько.
Макет пам'ятника, де княжичі укутані батьківським плащем, зберігається в музеї-майстерні Бриж у Львові.
Ще в 2020 році до 1031-річчя міста додали до них QR-код.